# Dyego Coelho
Pour les articles homonymes, voir Coelho.
Dyego Rocha Coelho, plus connu sous le nom de Coelho, né le 22 mars 1983 à São Paulo au Brésil, est un footballeur brésilien évoluant au poste de latéral droit.
Il réalise son tout premier voyage en Europe durant la saison 2008-2009 prêté avec option d'achat par le club du SC Corinthians au Bologne FC 1909 en Serie A.

## Palmarès
- Champion de l'État de São Paulo en 2003
- Coupe du monde FIFA (- 20 ans) en 2003 avec l’équipe du Brésil.
- Champion du Brésil en 2005 avec SC Corinthians